# Амагов, Муса Майрбекович
Муса́ Майрбе́кович Ама́гов (род. 30 октября 1986, Грозный) — финский боец смешанных единоборств, чемпион Финляндии по боксу, младший брат бойца смешанных единоборств Адлана Амагова. После переезда в Финляндию начал заниматься боксом, становился победителем различных турниров. Затем переключился на бокс по версии ММА, в которой стал чемпионом страны.

## Статистика боёв

### Любительская карьера
| Результат | Дата        | Турнир                       | Соперник       | Страна    | Раунд | Время | Метод           |
| --------- | ----------- | ---------------------------- | -------------- | --------- | ----- | ----- | --------------- |
| Победа    | 29 Окт 2011 | StandUpWar — Beginning       | Juho Kahranaho | Финляндия | 1     | 1:30  | Нокаутом (удар) |
| Победа    | 17 Сен 2011 | Apollo Fight Club — Volume 1 | Mairon Lepik   | Эстония   | 1     | 0:22  | Нокаутом (удар) |

### Профессиональная карьера
| Результат | Дата           | Турнир                     | Соперник           | Страна     | Раунд | Время | Метод                          |
| --------- | -------------- | -------------------------- | ------------------ | ---------- | ----- | ----- | ------------------------------ |
| Победа    | 2 февраля 2013 | BaltFight– Pro 2013        | Alexander Fjodorov | Эстония    | 3     | 5:00  | Раздельным решением            |
| Поражение | 3 ноября 2012  | Cage 19– Vantaa            | Ott Tonissaar      | Эстония    | 3     | 5:00  | Раздельным решением            |
| Победа    | 14 апреля 2012 | KFN–Karkkila Fight Night 2 | Арнольд Ванян      | Белоруссия | 1     | 1:46  | Сабмишном (скручивание пятки)  |
| Победа    | 31 марта 2012  | StandUpWar– StandUpWar     | Дайнюс Сталмокас   | Литва      | 1     | 0:23  | Техническим нокаутом (удары)   |
| Победа    | 3 марта 2012   | Cage 18– Turku             | Сергей Кабалинов   | Россия     | 2     | 3:22  | Сабмишном (ключ ахилла)        |
| Победа    | 3 декабря 2011 | Cage Challenger 2          | Тео Виитэла        | Финляндия  | 1     | 0:54  | Нокаутом (удар ногой в голову) |